# Marília Batista
Marília Batista (Rio de Janeiro, 1917 - Rio de Janeiro, 1990) est une chanteuse, compositrice, guitariste, pianiste et actrice brésilienne.

## Biographie

### Jeunesse et formation
Marília Monteiro de Barros Batista naît le 18 avril 1917 à Rio de Janeiro d'un père militaire et d'une mère pianiste. Ses deux frères deviendront compositeurs tandis que Marília manifeste très tôt son intérêt pour la musique. Tombant sur une guitare par hasard à l'âge de six ans, elle ne lâche plus l'instrument et commence à composer à 8 ans,.
Elle étudie à l'Institut national de musique (devenue l'École de musique de l'Université fédérale de Rio de Janeiro), où elle obtient un diplôme de théorie, de solfège et d'harmonie, bien qu'elle abandonne le cours de piano en quatrième année.
Le guitariste et compositeur Josué de Barros (pt), qui a notamment lancé Carmen Miranda insiste pour lui enseigner gratuitement le violão à l'âge de 12 ans, après avoir été séduit par un récital de la jeune fille au Casino de Beira-mar lors de son premier concert le 28 août 1930,. Elle étudie ensuite la guitare classique souhaitant se produire en concert. Elle rencontre Noel Rosa lors d'un spectacle auquel elle est invitée à chanter à l'âge de 14 ans, et deviennent très proches,. À la même époque, elle rencontre lors d'une fête certains des plus grands noms de la musique populaire de l'époque : le chef d'orchestre Hekel Tavares (pt), le parolier Luiz Peixoto, Almirante et le Bando de Tangarás.

### Carrière

#### Collaboration avec Noel Rosa
Marília Batista se fait surtout connaître pour être la principale et favorite interprète de Noel Rosa,,. Elle fait partie d'une nouvelle génération de d'interprètes de la samba qui émerge dans les années 1930 grâce à la radiodiffusion,.
En 1932, elle enregistre son premier disque avec ses propres compositions en partenariat avec son frère Henrique Batista : la samba Pedi, implorei et la marche Me larga. À cette occasion, elle est notamment accompagnée par le violão de Rogério Guimarães (pt),.

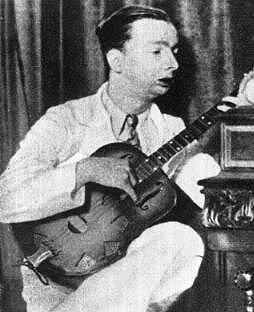
Noel Rosa.

L'année suivante, elle est invitée par Almirante à participer au huitième Cocktail Broadway, aux côtés de quelques-uns des plus grands noms de la musique populaire de l'époque : Sílvio Caldas, Jorge Fernandes (d) et Rogério Guimarães. Elle a un tel succès qu'elle est invitée par Ademar Casé à rejoindre le célèbre Programa Casé sur Rádio Phillips, avec un contrat très élevé pour l'époque, 45 000 réis. Dans ce programme, elle participe à des cercles de samba, est notamment en duo avec Noel Rosa et devient d'abord célèbre pour ses improvisations sur la samba De babado de Noel Rosa et João da Mina. Elles peuvent durer jusqu'à 10 minutes sans répéter les vers créés sur place par elle et son partenaire. Elle a même inventé un jingle pour sa participation à l'émission. C'est dans cette émission que la chanteuse a sorti la samba de Noel Rosa Pela décima vez, en 1935. Elle est alors surnommée « la grande star de la radio brésilienne »,.
L'année suivante, elle enregistre un disque avec Noel Rosa contenant notamment la célèbre samba De babado puis deux autres pour Odeon. Un autre disque, publié chez Victor, contient des sambas de Noel Rosa accompagnées par l'orchestre de Pixinguinha et le chœur de Cyro Monteiro, Odette Amaral (d), Almirante et les pastoras et la section rythmique de Mangueira, sous la direction de Cartola.
Ce disque s'avère être le dernier de Noel Rosa, l'artiste s'éteignant le 4 mai 1937 à seulement 26 ans. Marília Batista compose avec son frère Henrique la samba Não há mais samba na terra (Il n'y a plus de samba sur terre) à l'occasion de ses funérailles. La mère du compositeur confie à Marília plusieurs notes, des paroles inédites et une copie du Dicionario de rimes de Guimarães Passos (pt) appartenant à son fils. Elle les confie à son tour à Almirante, qui les conserve précieusement,. En 1940, en hommage au compositeur, Batista enregistre la samba Silêncio de um Minuto de Noel Rosa. Lors d'un entretien donné l'année suivante, elle insiste pour que soit consigné que Noel Rosa a été le plus grand ami qu'elle ait eu dans sa vie.
Marília Batista est surnommée à cette époque la « petite princesse de la samba » (« a princesinha do samba »),,. Faisant partie de la distribution de la Rádio Nacional dès son inauguration en 1936, elle rejoint le groupe vocal As Três Marias (pt),, avec lequel elle accompagne les chanteurs de la station. Elle travaille pour d'autres radios, présentant notamment le programme Samba e outras coisas sur Transmissora,.

#### L'après Noel Rosa
Marília Batista poursuit sa carrière à la radio et sur disque. Elle est reconnue et saluée par la presse de l'époque comme une chanteuse avec beaucoup de personnalité et une grande compositrice.
Chaque année, elle sort plusieurs compositions pour le Carnaval. En 1944, elle présente la samba A Mulher tem Razo, enregistrée par le roi de la voix, Francisco Alves, qui devient rapidement populaire.
En 1938, elle se rend en Uruguay où elle fait des apparitions sur différentes stations de radio. En 1940, elle enregistre plusieurs sambas et un batuque, Vai andar, de Roberto Martins (pt) et Mário Rossi (pt).
En 1943, elle enregistre une nouvelle samba avec son frère puis participe l'année suivante à la présentation du nouveau programme d'Almirante lors de son retour à la Rádio Nacional. Elle enregistre cette année-là son dernier disque avant de se marier en 1945. Elle épouse le docteur Hugo Cotta dos Santos, avec qui elle a trois enfants : Henrique, Hugo et Valéria. Elle interrompt sa carrière et ne revient qu'en 1950,.

Almirante en 1955.

Après avoir sorti quelques sambas, elle enregistre en 1952 le disque Samba e outras coisas sur Musidisc, sur lequel elle continue d'interpréter des morceaux de Noel Rosa en partenariat avec son frère Henrique. En 1954, elle enregistre un disque 33 tours avec uniquement des chansons de Noel Rosa. En 1956, elle enregistre deux disques pour Musidisc, interprétant des sambas écrites en partenariat avec Henrique Batista, et une de Noel Rosa. En 1960, elle enregistre le disque 33 tours Marília Batista, sua personalidade, sua bossa, comprenant toujours des compositions de Noel Rosa.
En 1961, elle apparaît dans des programmes télévisés et sur Rádio Inconfidência à Belo Horizonte,. La même année, elle enregistre les sambas Rio, 61 et Bossa do futuro sur le label Copacabana (pt). En 1962, elle participe au spectacle « Noite da saudade » en l'honneur de Noel Rosa puis enregistre l'année suivante le double LP História musical de Noel Rosa de Nilo Sérgio (pt), en chantant 44 œuvres du « Poeta da Vila »,.
En 1965, elle participe avec Aracy de Almeida, Dircinha Batista, Cyro Monteiro et d'autres au concert d'adieu du chanteur Sílvio Caldas au Maracanãzinho de Rio de Janeiro.
En 1967, Marília Batista revient sur scène avec le spectacle « Marilia fala mais alto », au Teatro Jovem. Elle est accompagnée d'Os Cinco Creoles (Nelson Sargento au violão, Anescarzinho do Salgueiro au tamborim, Zé Cruz (d) au surdo et au chapeau de paille, Jair do Cavaquinho (d) et Juraci de Avelino au pandeiro. Plusieurs hommages lui sont rendus, notamment par Hélio Rosa (frère de Noel), le critique Lúcio Rangel (pt), les sambistes Chico Buarque et Almirante, le journaliste et compositeur Cristóvão de Alencar (pt) et Elizeth Cardoso, qui a elle aussi beaucoup interprété Noel Rosa et qui a déclaré « Marília, j'ai toujours été fan de toi, au point que j'ai commencé à chanter en t'imitant, un aveu que je fais avec une grande fierté et sans gêne ».

### Dernières années
Dans les années 1970, elle décide de reprendre ses études et obtient une licence en Droit à l'Université Candido Mendes (pt) en 1978.
En 1988, lorsqu'elle participe au projet « Corcerto ao meio dia » au théâtre João Teotônio, elle est émue aux larmes par les applaudissements chaleureux du public lors d'un entretien musical avec le musicologue Ricardo Cravo Albin (pt). La même année, elle enregistre le double compact Vai Marília, qui est son dernier enregistrement.
Marília Monteiro de Barros Batista meurt le 9 juillet 1990 à Rio de Janeiro.

## Filmographie
En parallèle de sa vie musicale, Marília Batista fait quelques apparitions comme actrice au cinéma :
- 1937 : Maria Bonita
- 1944 : É Proibido Sonhar (avec A Três Marias)
- 1957 : Dorinha no Soçaite
- 1968 : Cordiais Saudações

## Postérité
En 1991, le disque De Babado Sim, Noel Rosa e Marília Batista est sorti en hommage à Noel Rosa et Marília Batista et à leur collaboration.
Elle apparaît aussi dans la série documentaire Cantoras do Brasil (Chanteuses du Brésil) en 2016.